# قائمة البعثات الدبلوماسية في إيطاليا

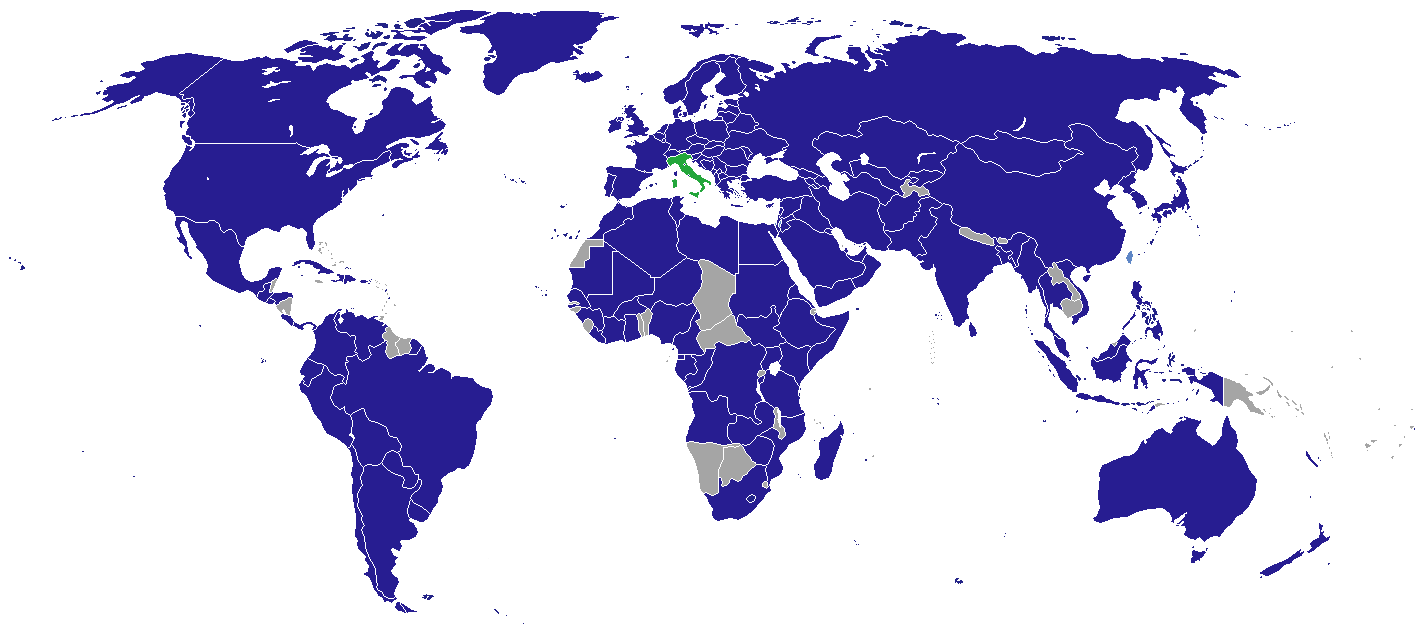
خريطة البعثات الدبلوماسية في إيطاليا

تسرد هذه المقالة البعثات الدبلوماسية الموجودة في إيطاليا. في الوقت الحاضر، تستضيف العاصمة روما 138 سفارة لإيطاليا بالإضافة إلى بعض السفارات المرتبطة بالكرسي الرسولي لمدينة الفاتيكان. لدى العديد من الدول سفراء معتمدين لدى إيطاليا، ويقيم معظمهم في بروكسل أو لندن أو باريس. هذه القائمة تستثني القنصليات الفخرية.

## السفارات فيروما
- أفغانستان
- ألبانيا
- الجزائر
- أنغولا
- الأرجنتين
- أرمينيا
- أستراليا
- النمسا
- أذربيجان
- البحرين[1]
- بنغلاديش
- بيلاروس
- بلجيكا
- بنين
- بوليفيا
- البوسنة والهرسك
- البرازيل
- بلغاريا
- بوركينا فاسو
- بوروندي
- الكاميرون
- كندا
- الرأس الأخضر
- تشيلي
- الصين
- كولومبيا
- الكونغو الديمقراطية
- الكونغو
- كوستاريكا
- كرواتيا
- كوبا
- قبرص
- Czechia
- الدنمارك
- جمهورية الدومينيكان
- الإكوادور
- مصر
- السلفادور
- غينيا الاستوائية
- إرتريا
- إستونيا
- إثيوبيا
- فنلندا
- فرنسا
- الغابون
- ألمانيا
- جورجيا
- غانا
- اليونان
- غواتيمالا
- غينيا
- هايتي
- Holy See
- هندوراس
- المجر
- الهند
- إندونيسيا
- إيران
- العراق
- أيرلندا
- إسرائيل
- ساحل العاج
- اليابان
- الأردن
- كازاخستان
- كينيا
- كوسوفو[a]
- الكويت
- قرغيزستان
- لاتفيا
- لبنان
- ليسوتو
- ليبيريا
- ليبيا
- ليتوانيا
- لوكسمبورغ
- مدغشقر
- مالاوي
- ماليزيا
- مالي
- مالطا
- موريتانيا
- المكسيك
- مولدوفا
- موناكو
- منغوليا
- الجبل الأسود
- المغرب
- موزمبيق
- ميانمار
- هولندا
- نيوزيلندا
- نيكاراغوا
- النيجر
- نيجيريا
- كوريا الشمالية
- مقدونيا
- النرويج
- عُمان
- باكستان
- بنما
- باراغواي
- بيرو
- الفلبين
- بولندا
- البرتغال
- قطر
- رومانيا
- روسيا
- سان مارينو
- السعودية
- السنغال
- صربيا
- سلوفاكيا
- سلوفينيا
- الصومال
- جنوب إفريقيا
- كوريا الجنوبية
- Sovereign Military Order of Malta
- إسبانيا
- سريلانكا
- السودان
- السويد
- سويسرا
- تنزانيا
- تايلاند
- تونس
- تركيا
- تركمانستان
- أوغندا
- أوكرانيا
- الإمارات العربية المتحدة
- المملكة المتحدة
- الولايات المتحدة
- الأوروغواي
- أوزبكستان
- فنزويلا
- فيتنام
- اليمن
- زامبيا
- زيمبابوي

## مكاتب تمثيلية فيروما
- جمهورية الصين (تايوان)
- قبرص الشمالية (مكتب تمثيلي)
- فلسطين (بعثة فلسطين)

## صالة عرض

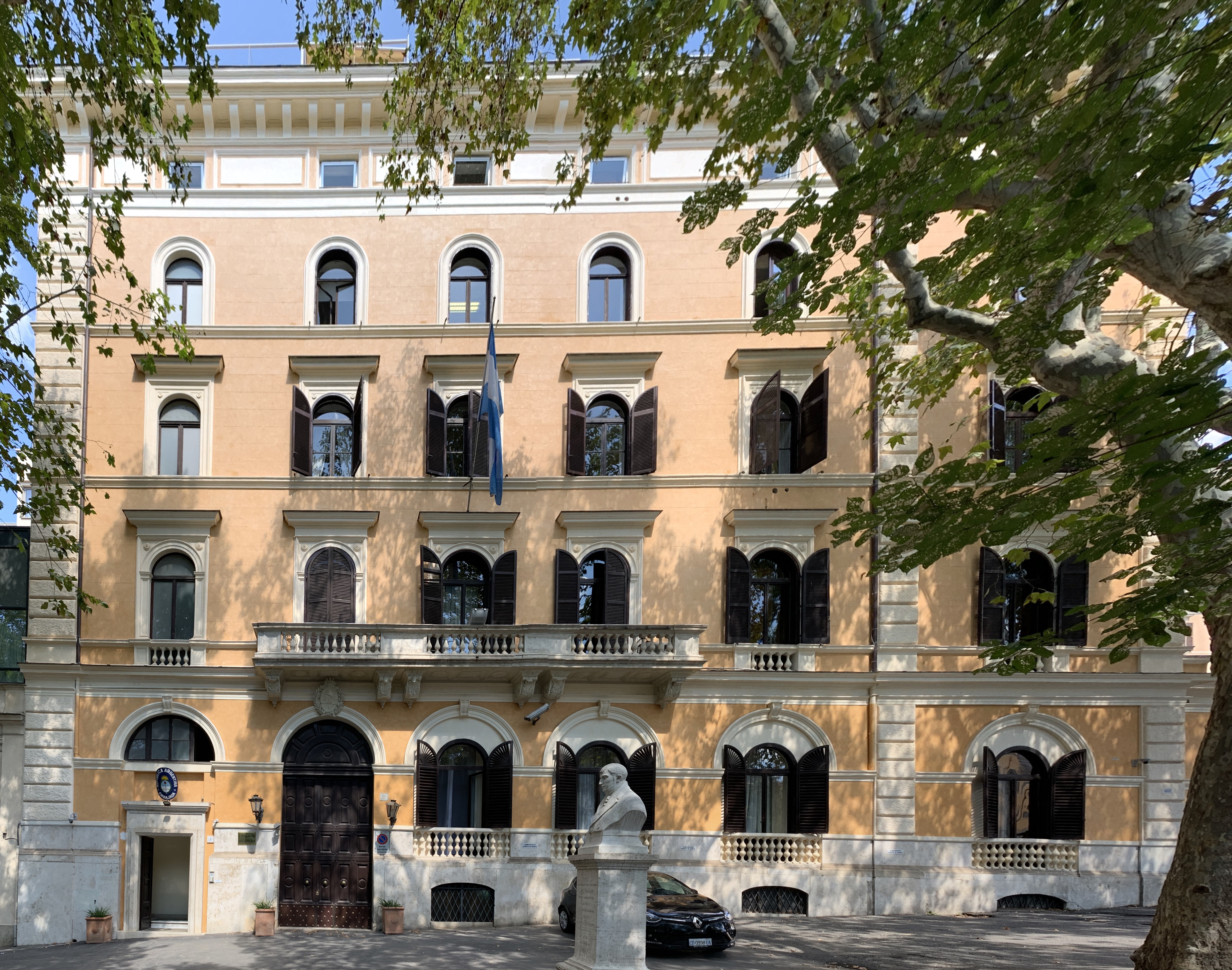
سفارة الأرجنتين
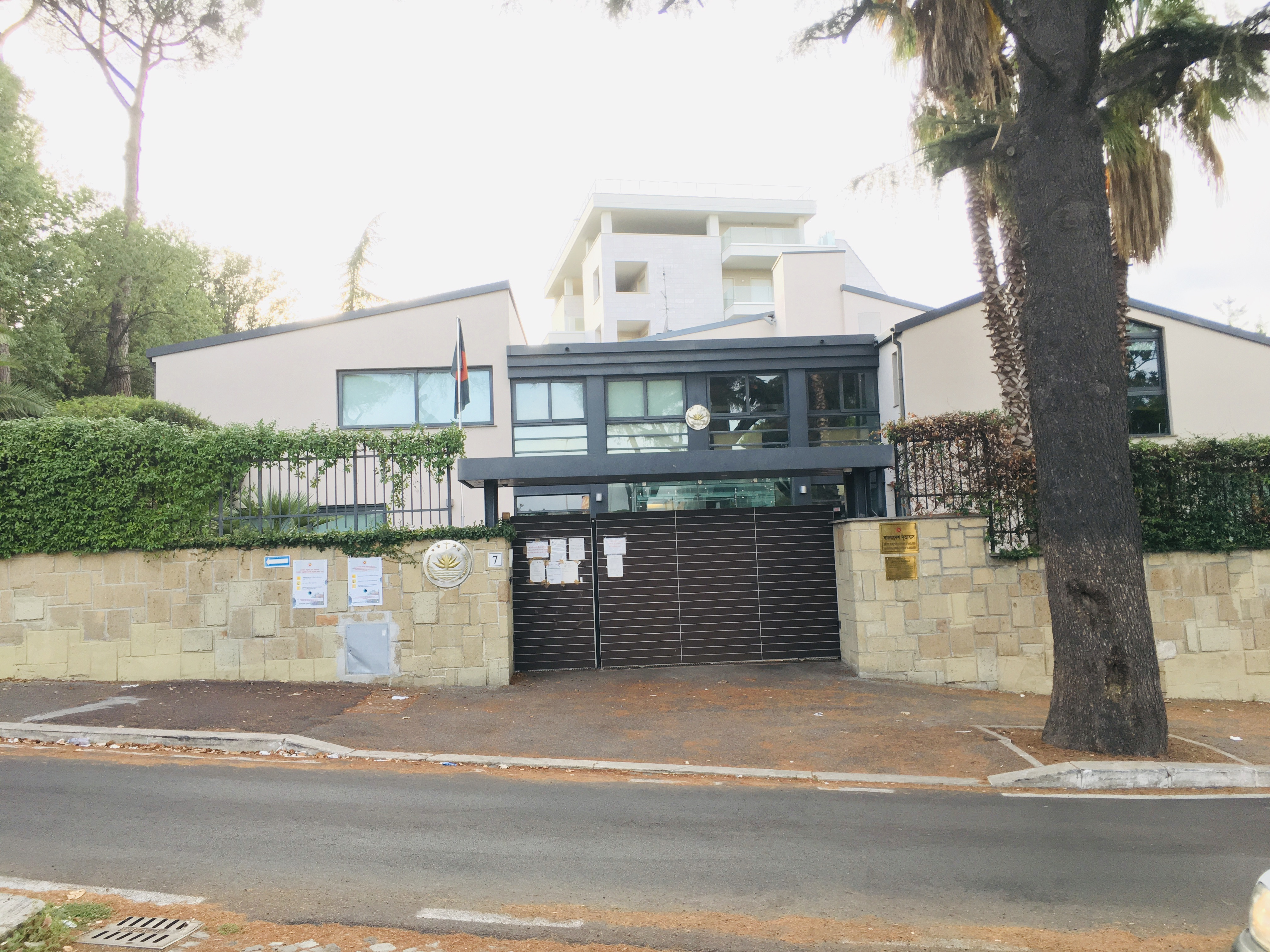
سفارة بنجلادش
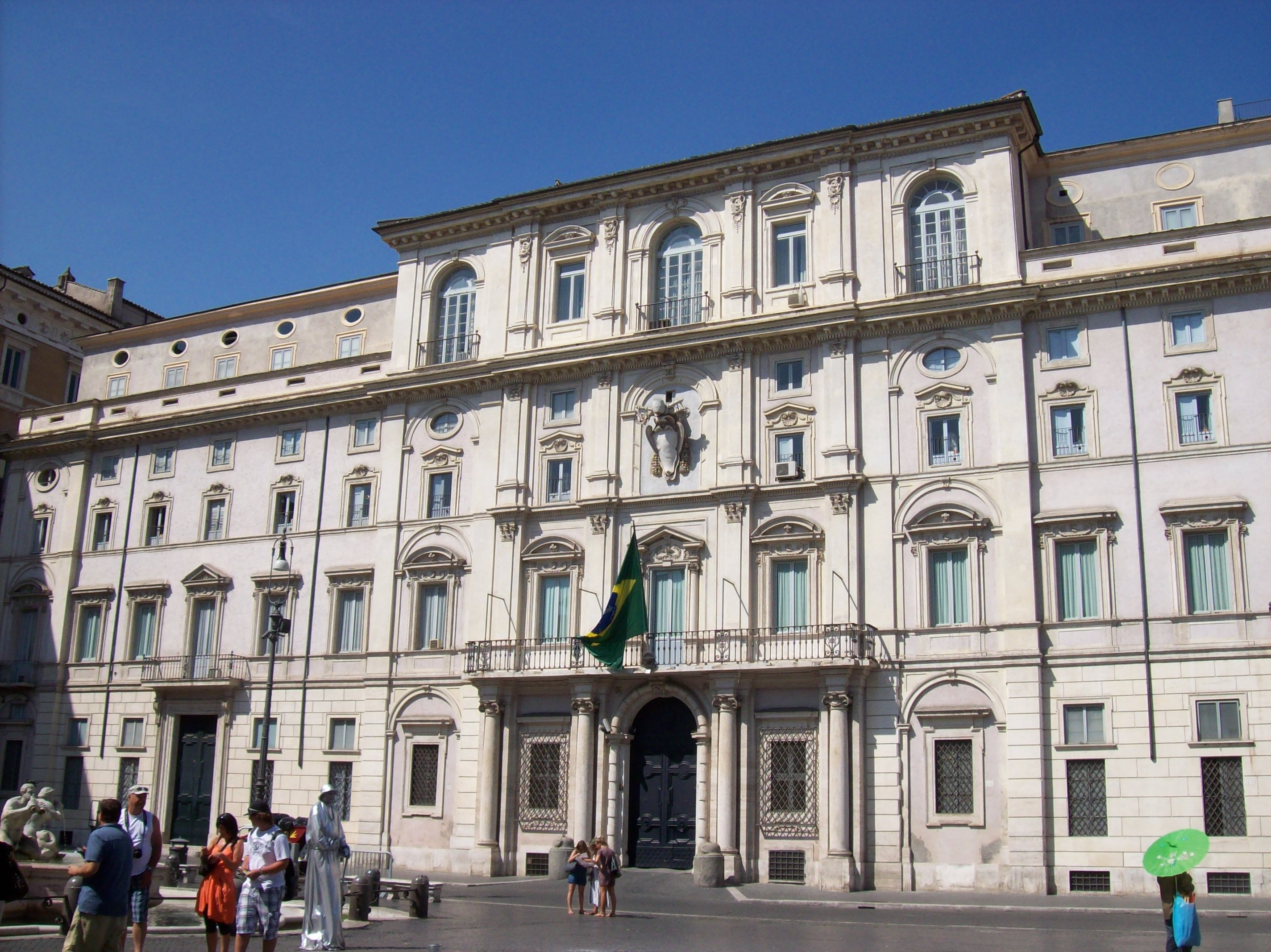
سفارة البرازيل
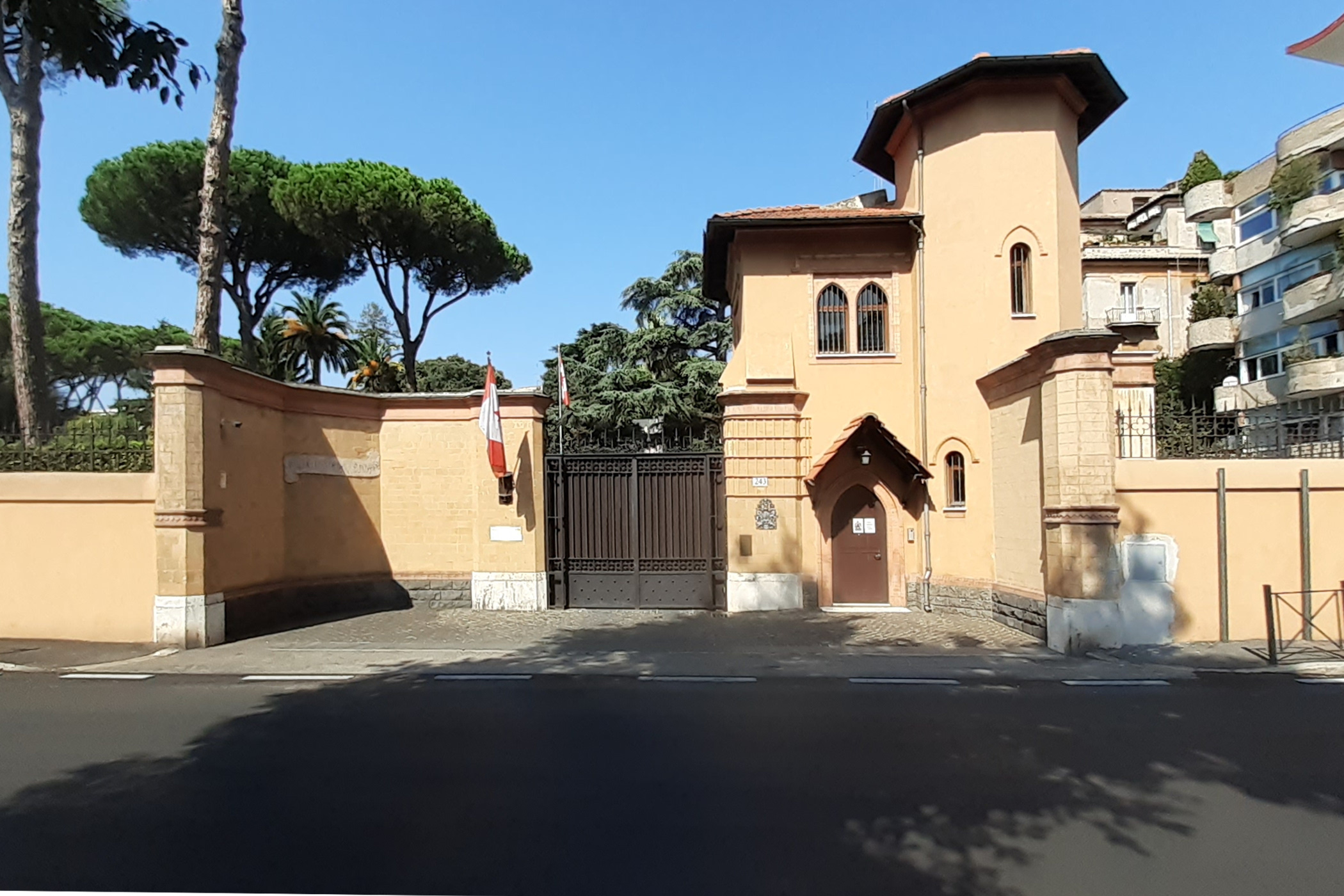
سفارة كندا
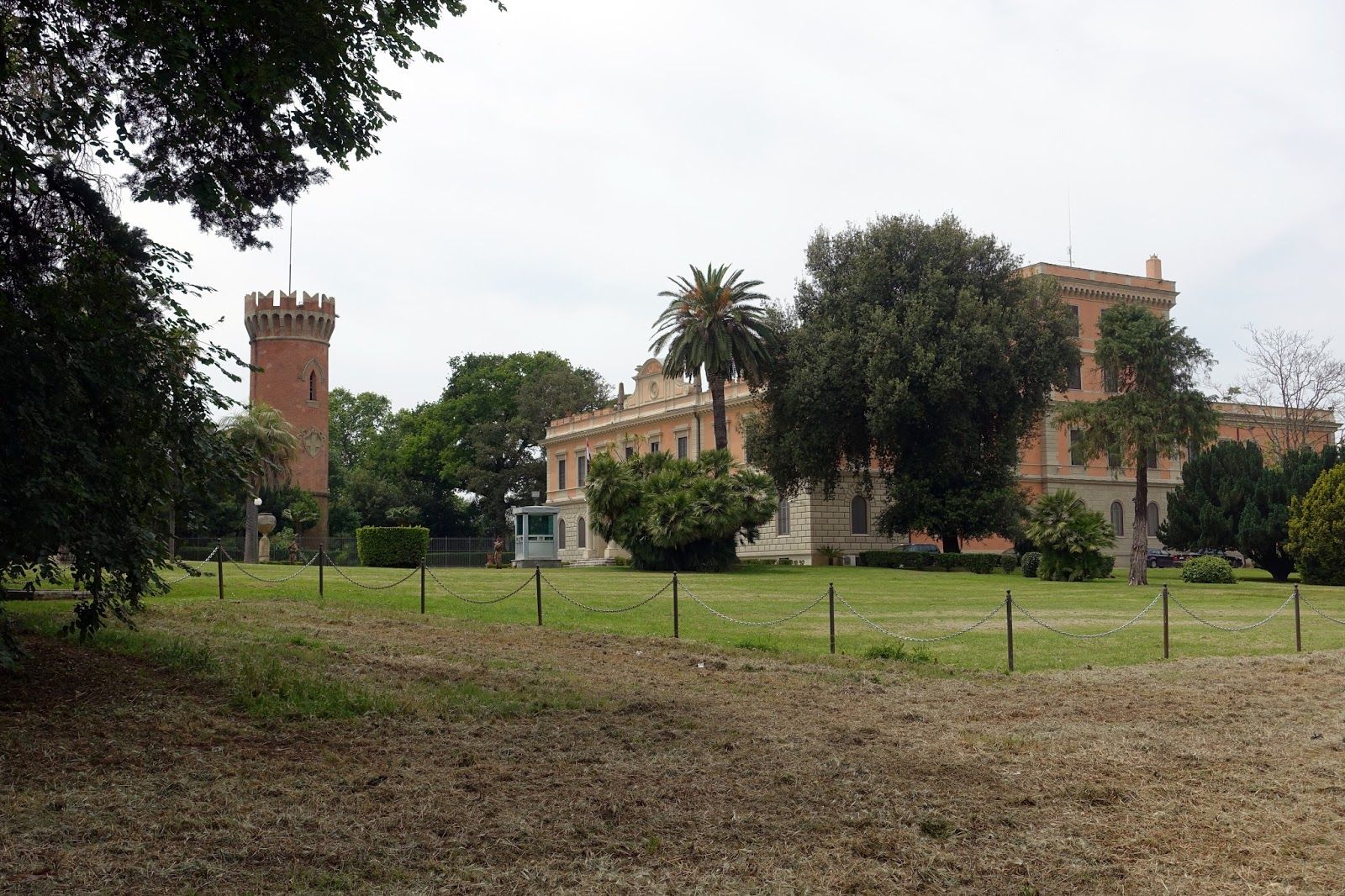
سفارة مصر
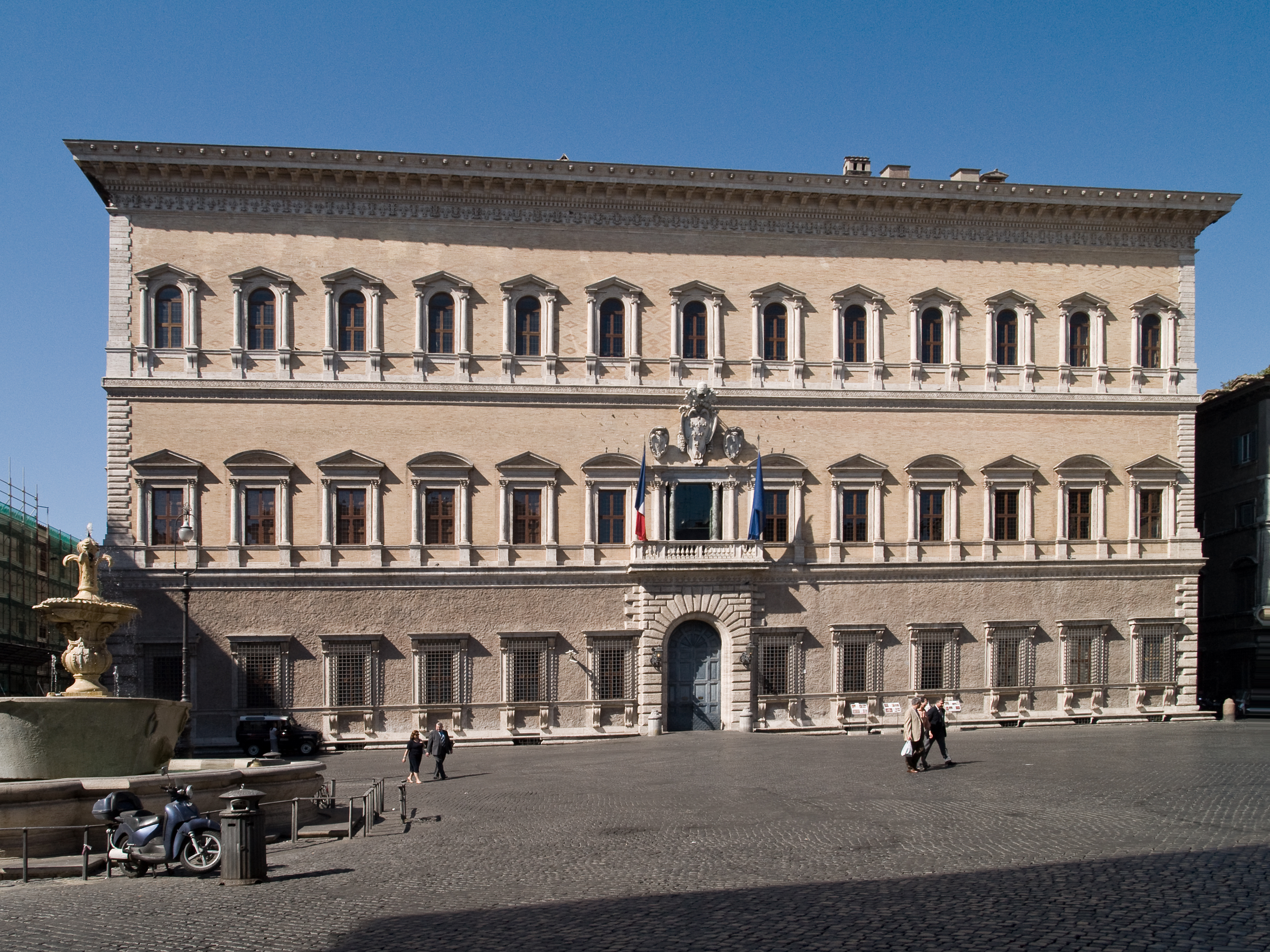
سفارة فرنسا
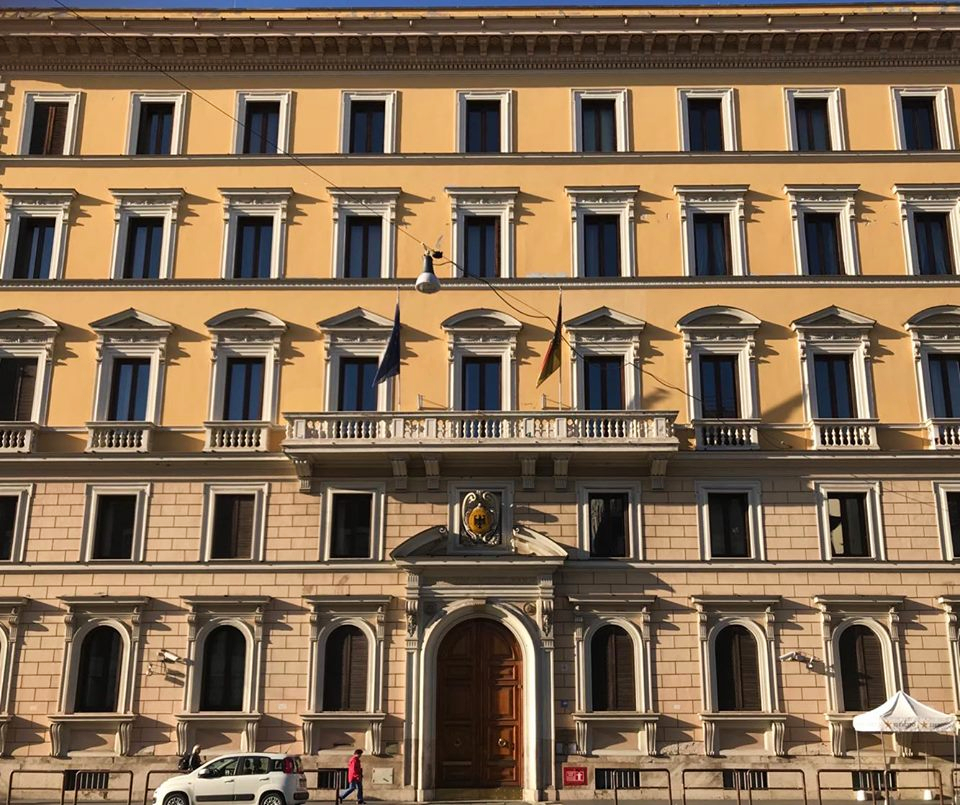
سفارة المانيا
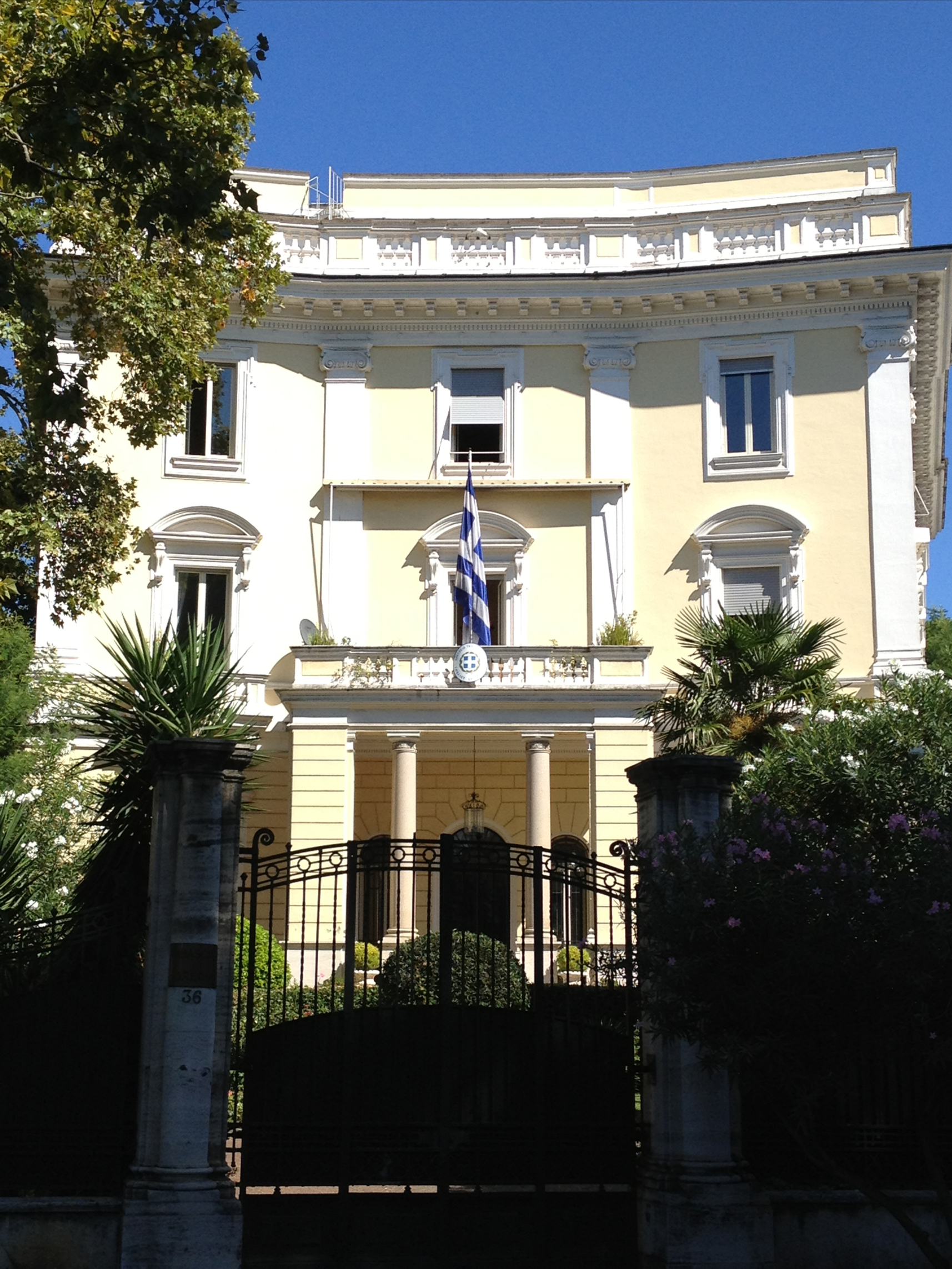
سفارة اليونان
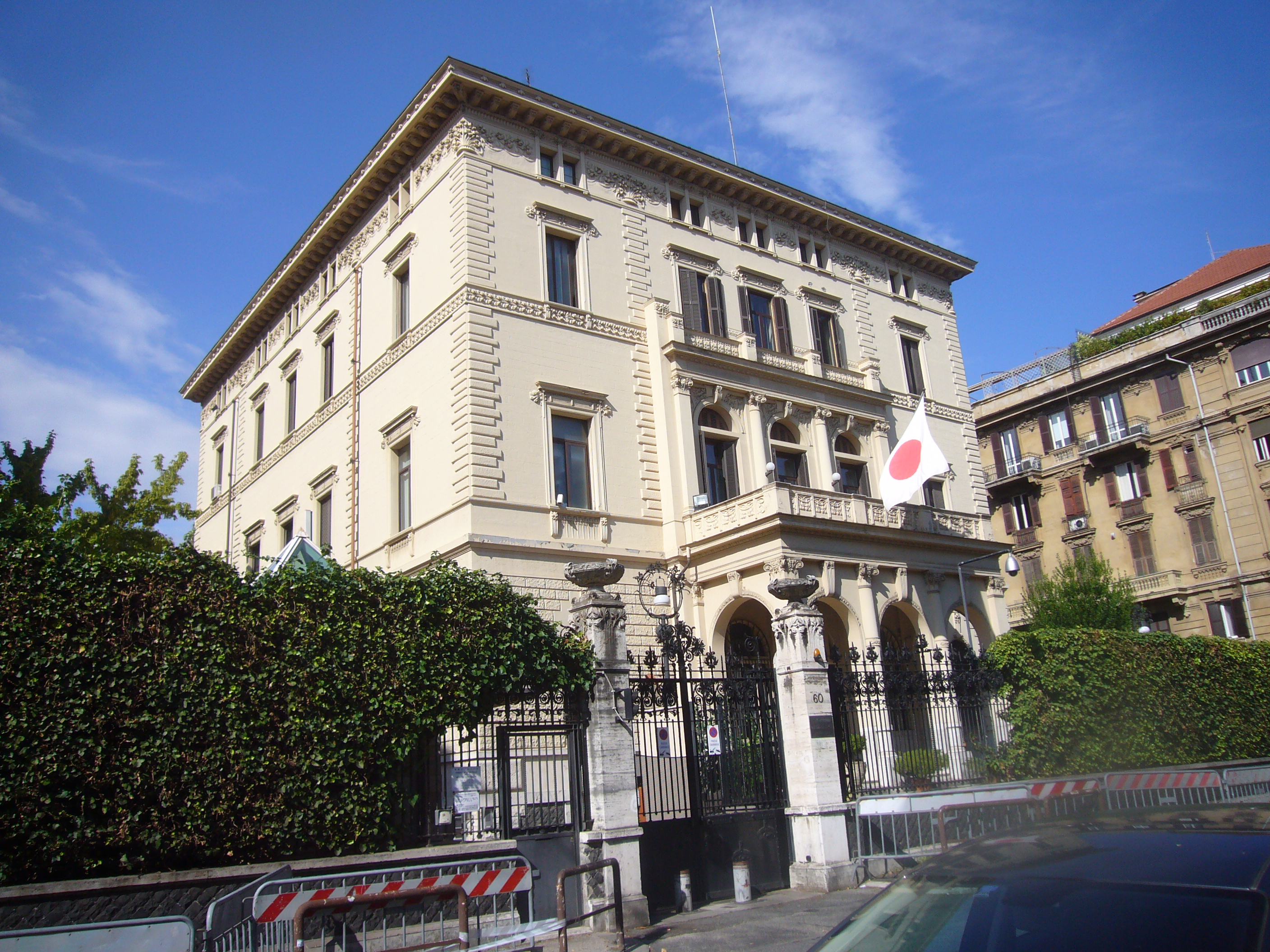
سفارة اليابان
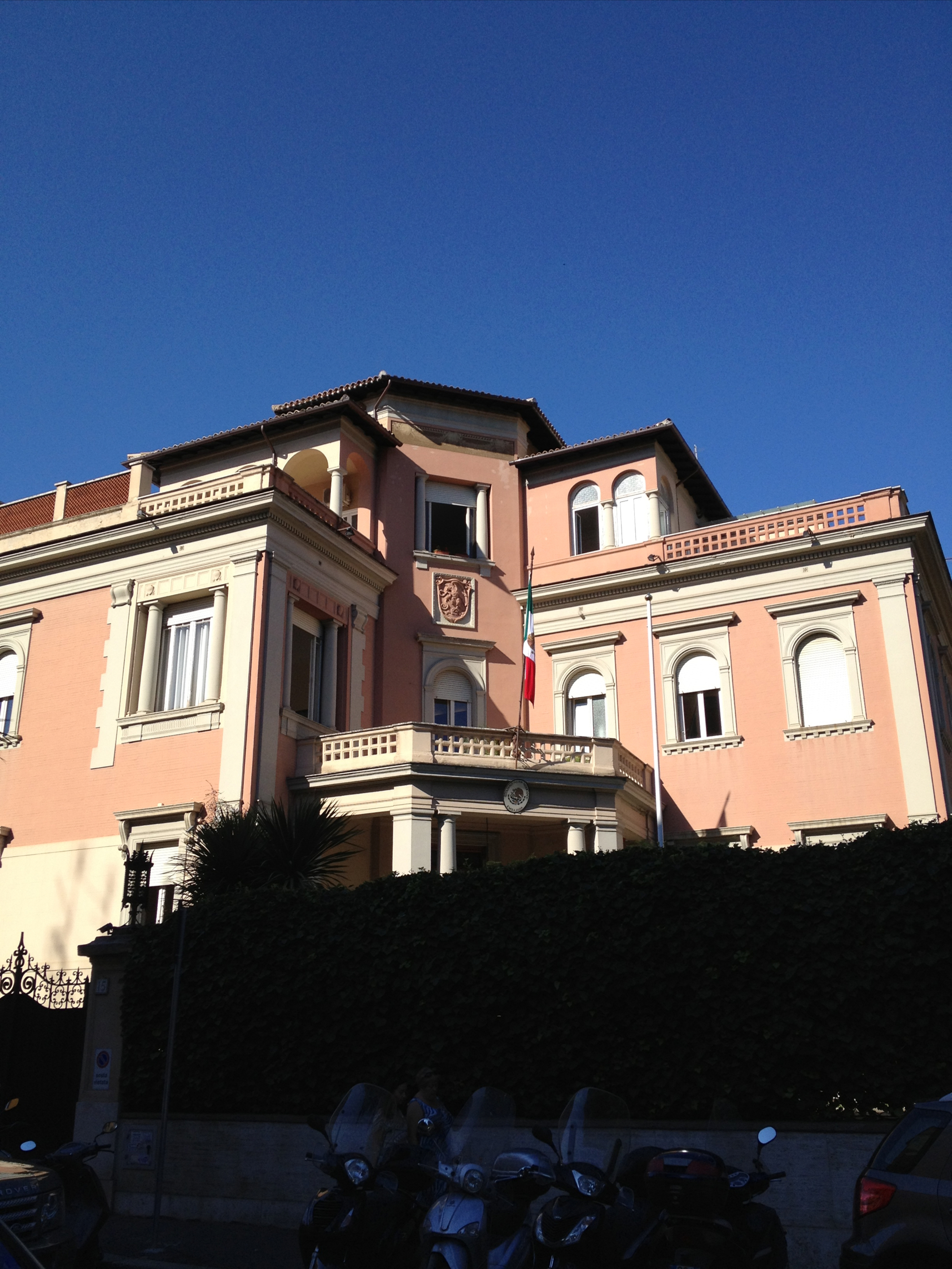
سفارة المكسيك
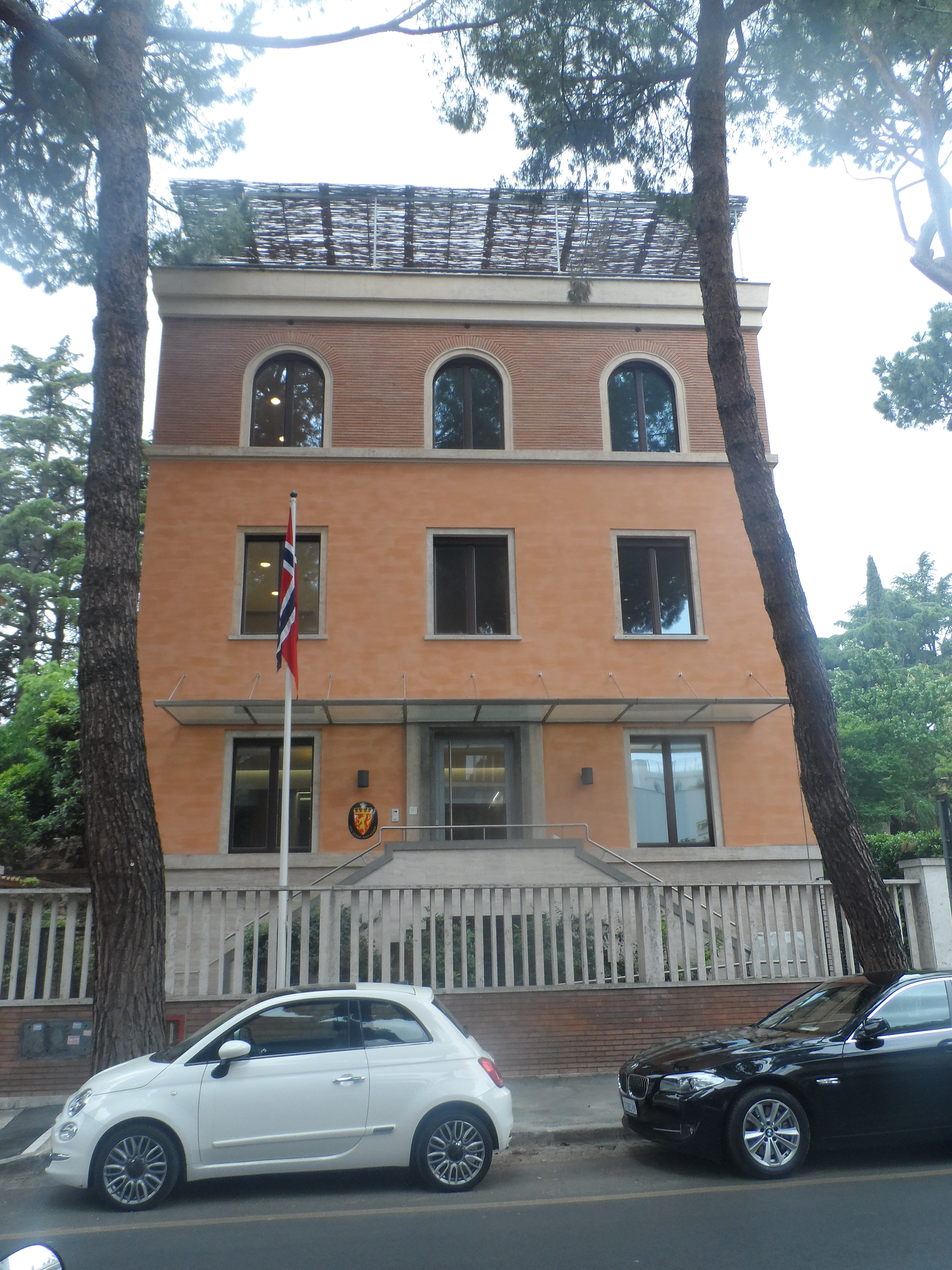
سفارة النرويج
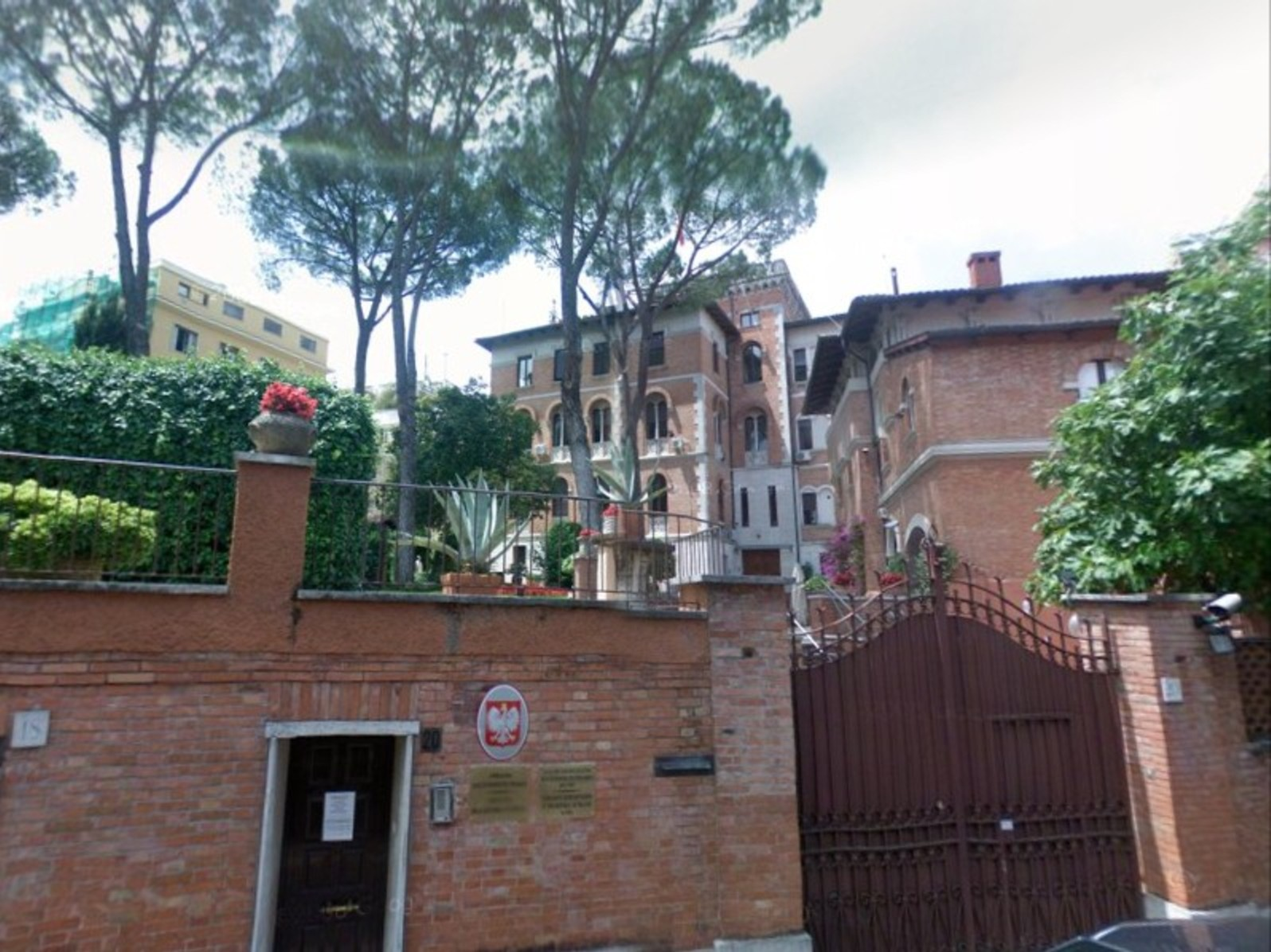
سفارة بولندا
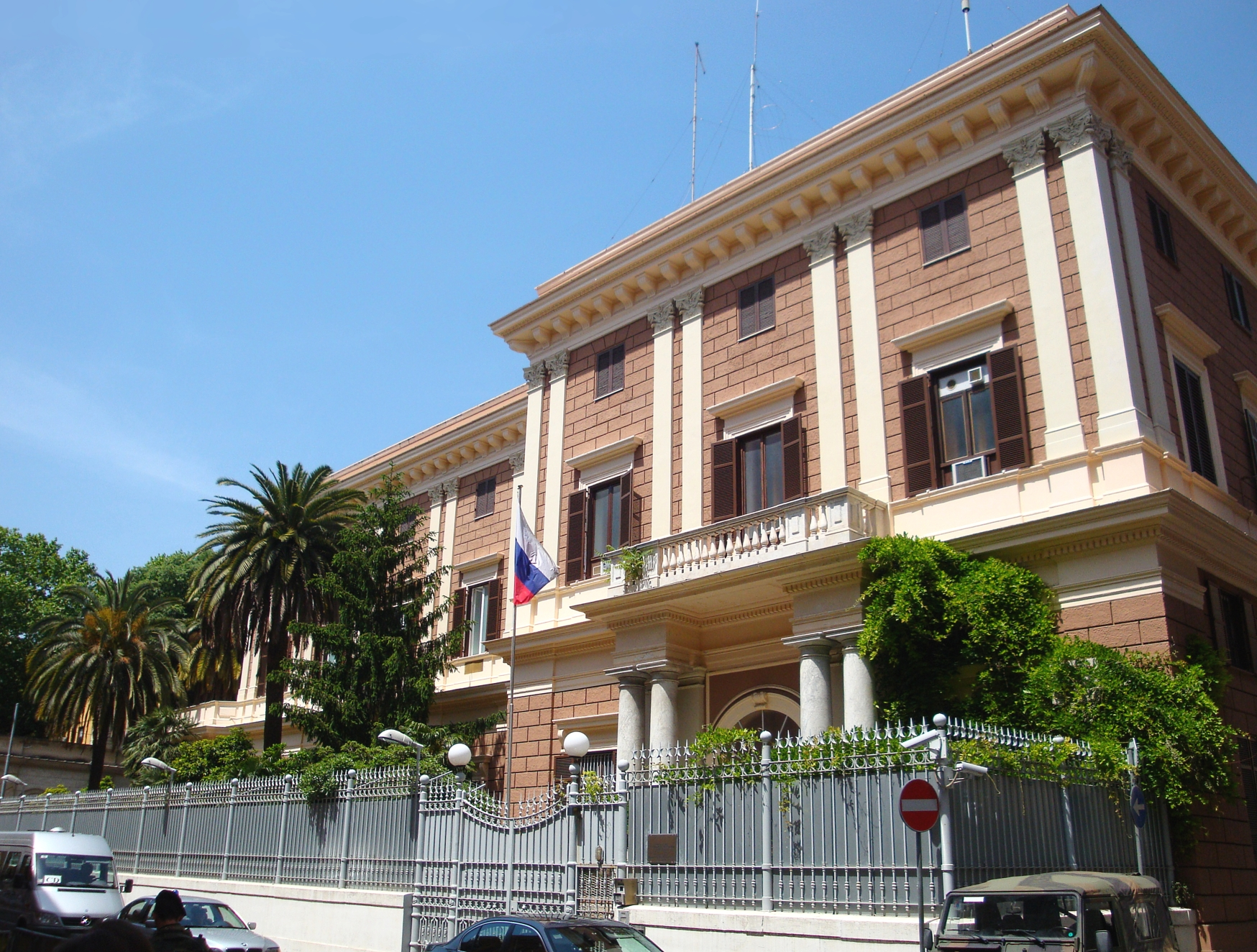
سفارة روسيا
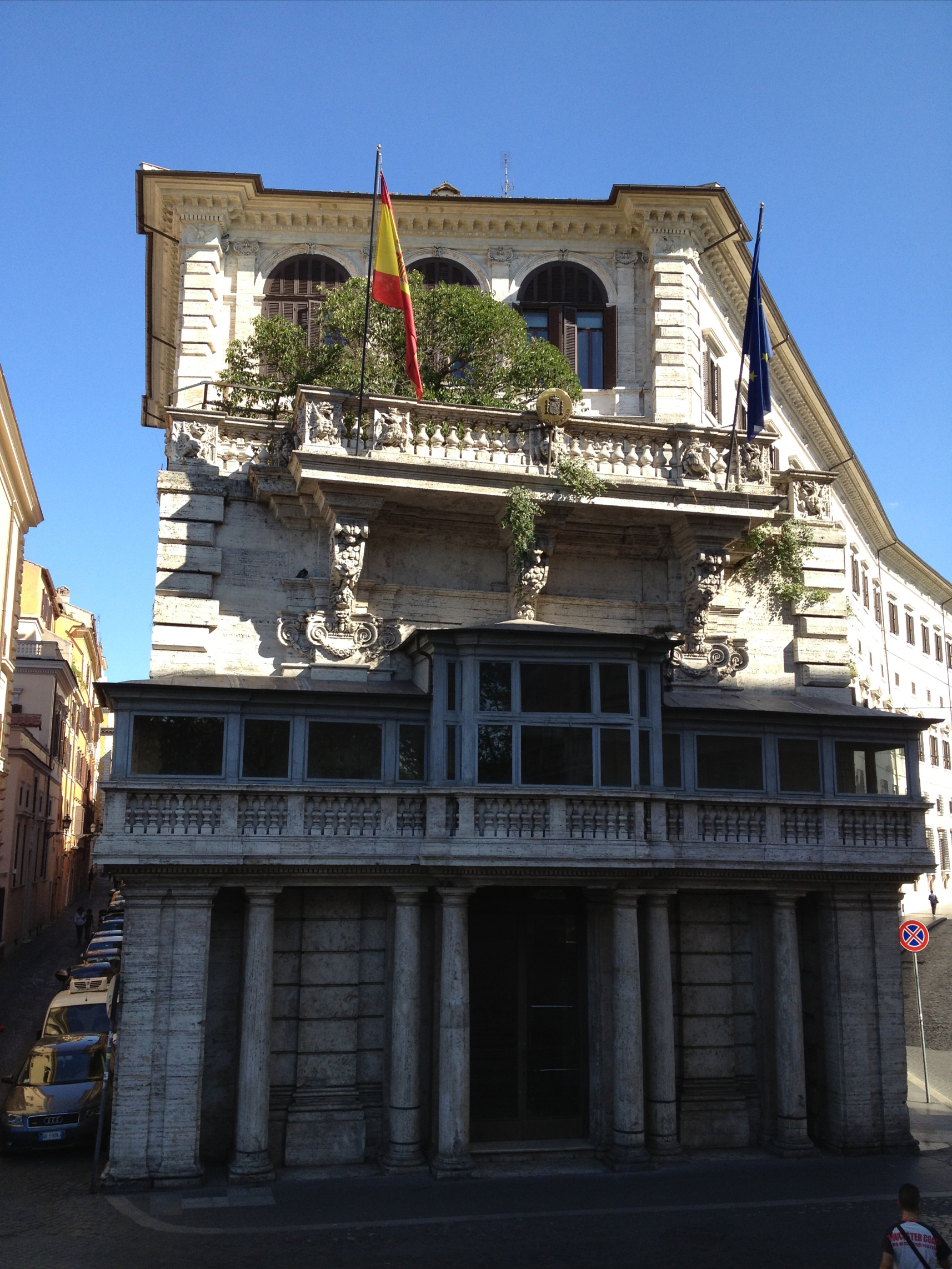
سفارة اسبانيا
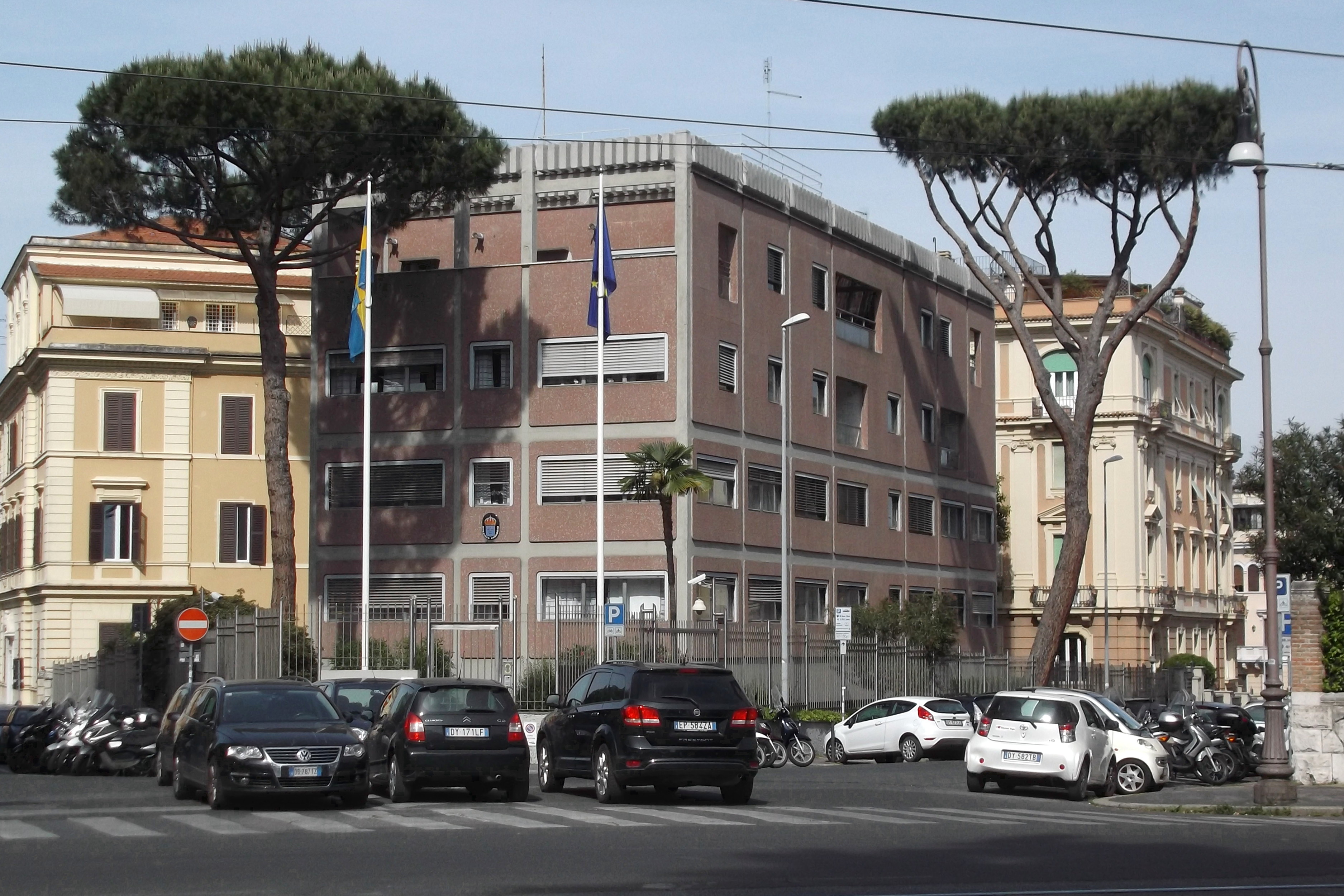
سفارة السويد
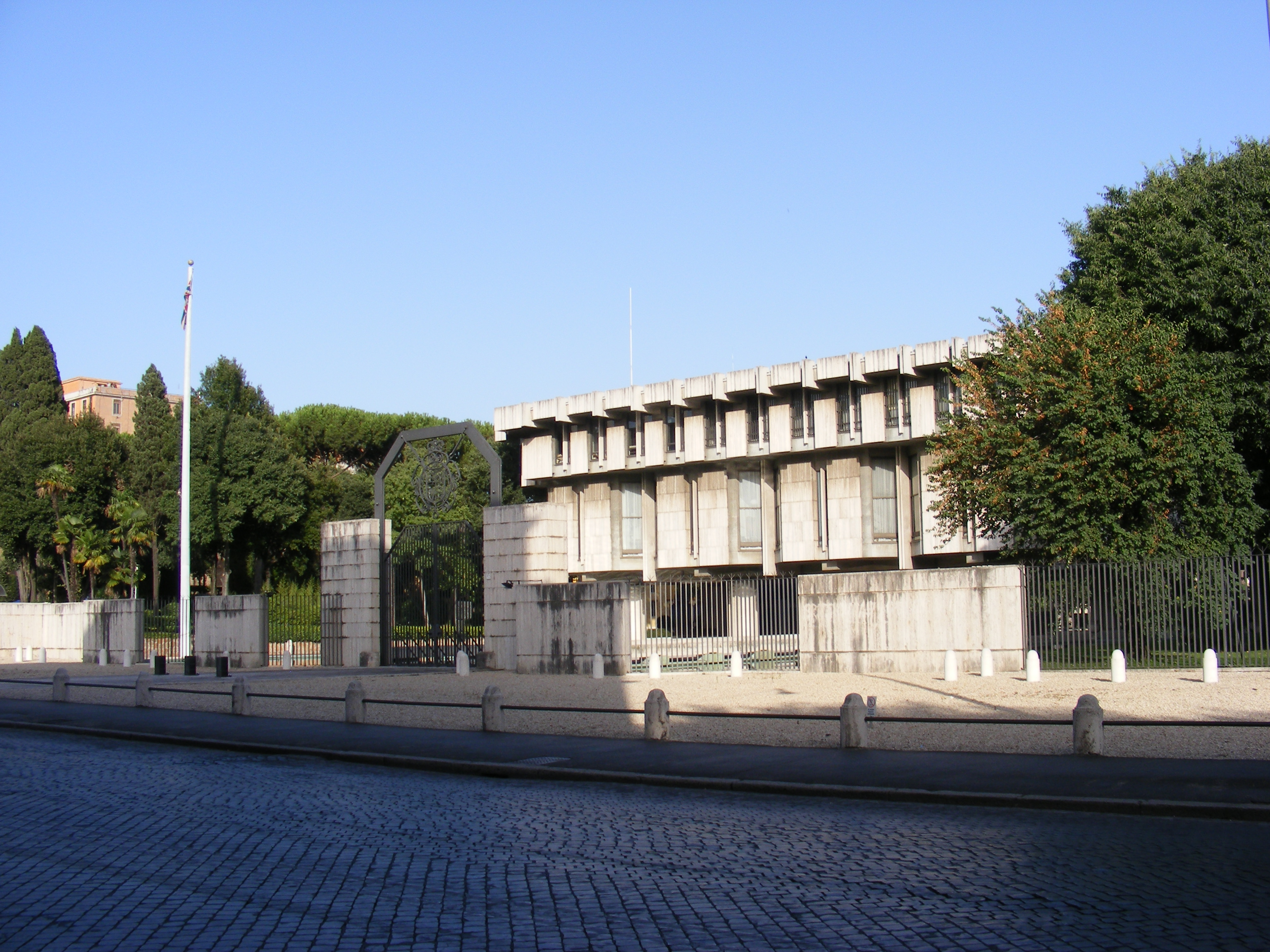
سفارة المملكة المتحدة
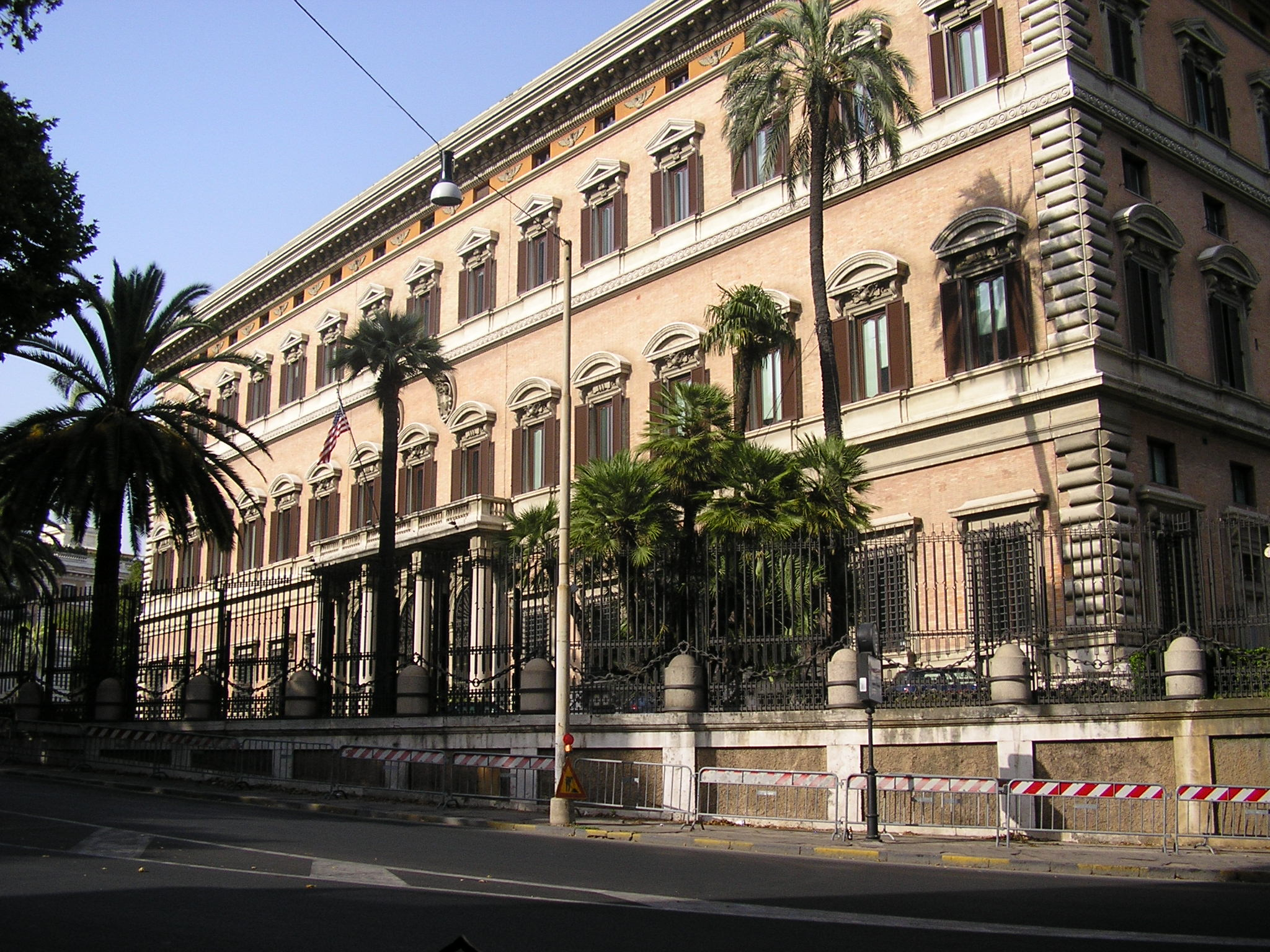
سفارة الولايات المتحدة

## البعثات القنصلية

### باري
- ألبانيا
- كوسوفو[a] (مكتب القنصلية)
- رومانيا (قنصلية عامة)[2]

### كاتانيا
- رومانيا (قنصلية)[2]

### بولونيا
- رومانيا (قنصلية عامة)[2]
- مولدوفا (قنصلية)
- المغرب (قنصلية)
- الجبل الأسود (قنصلية)

### فلورنسا
- الصين
- بيرو
- الولايات المتحدة

### جنوة
- جمهورية الدومينيكان
- الإكوادور
- بنما
- بيرو
- روسيا (قنصلية)
- سويسرا
- تونس (قنصلية)

### ميلان
- ألبانيا
- الجزائر
- الأرجنتين
- أرمينيا
- أستراليا
- النمسا
- بنغلادش[3]
- بوليفيا
- البوسنة والهرسك
- البرازيل
- كندا
- تشيلي
- الصين
- كولومبيا
- كرواتيا
- كوبا
- جمهورية التشيك
- الدنمارك
- جمهورية الدومينيكان
- الإكوادور
- مصر
- السلفادور
- إرتريا
- فرنسا
- ألمانيا
- المجر
- الهند
- إيران
- اليابان
- كوسوفو[a]
- الكويت
- لبنان
- ليبيا
- ماليزيا (قنصلية)
- المكسيك
- المغرب
- هولندا
- نيوزيلندا
- باكستان
- بيرو
- الفلبين
- بولندا
- قطر
- رومانيا
- روسيا
- السنغال (قنصلية)
- صربيا
- جنوب إفريقيا
- كوريا الجنوبية
- إسبانيا
- سويسرا
- تونس (قنصلية)
- تركيا
- أوكرانيا
- المملكة المتحدة
- الولايات المتحدة[4]
- الأوروغواي
- فنزويلا

### نابولي
- فرنسا
- بنما
- إسبانيا
- المغرب[5]
- تونس (قنصلية)
- أوكرانيا
- الولايات المتحدة
- فنزويلا

### باليرمو
- ليبيا
- المغرب
- روسيا
- تونس (قنصلية)
- الولايات المتحدة (وكالة قنصلية)

### تريست
- كرواتيا
- صربيا
- سلوفينيا
- رومانيا (قنصلية عامة)[2]

### تورينو
- المغرب (قنصلية)
- بيرو
- رومانيا (قنصلية عامة)[2]

### مدينة البندقية
- مقدونيا
- بنما[6]
- الولايات المتحدة (وكالة قنصلية)[4]

### فيرونا
- المغرب[7]

## السفارات غير المقيمة المعتمدة لدى إيطاليا
مقيم في بروكسل، بلجيكا :
- باربادوس
- بوتسوانا
- فيجي
- مالاوي
- بابوا غينيا الجديدة
- ساموا
- ساو تومي وبرينسيب
- سورينام
- فانواتو

مقيم في باريس، فرنسا
- بروناي
- كمبوديا
- جمهورية إفريقيا الوسطى
- جزر القمر
- جيبوتي
- آيسلندا
- موريشيوس
- ناميبيا
- رواندا
- سيشل
- طاجيكستان
- توغو

مقيم في جنيف، سويسرا 
- غيانا
- جامايكا
- لاوس
- جزر المالديف
- نيبال
- ترينيداد وتوباغو

مقيم في مدن أخرى
- أندورا (أندورا لا فيلا)
- أنتيغوا وباربودا ( سانت جونز)
- جزر البهاما (لندن)
- تشاد (برلين)
- قالب:بيانات بلد إيسواتينا (لندن)
- غامبيا (مدريد)
- غينيا بيساو (لشبونة)
- سيراليون (برلين)
- سنغافورة (سنغافورة)
- تونغا (لندن)

## البعثات المغلقة
| المدينة المضيفة | بلد الإرسال      | مستوى المهمة    | انتهى العام | Ref.                 |
| --------------- | ---------------- | --------------- | ----------- | -------------------- |
| كاتانيا         | بولندا           | القنصلية العامة | 2009        | [ 8 ]                |
| فلورنسا         | فرنسا            | القنصلية العامة | 1996        | [ 9 ]                |
| فلورنسا         | المملكة المتحدة  | قنصلية          | 2011        | [ 10 ]               |
| جنوة            | كولومبيا         | القنصلية العامة | 1990        | [ 11 ]               |
| جنوة            | اسبانيا          | القنصلية العامة | 2021        | [ 12 ] [ 13 ] [ 14 ] |
| جنوة            | الولايات المتحدة | القنصلية العامة | 1993        | [ 15 ] [ 16 ]        |
| ميلان           | اليونان          | القنصلية العامة |             | [ 17 ]               |
| نابولي          | المملكة المتحدة  | قنصلية          | 2012        | [ 10 ]               |
| نابولي          | اليونان          | القنصلية العامة | 2011        | [ 18 ]               |
| باليرمو         | الولايات المتحدة | قنصلية          | 1994        | [ 15 ]               |
| تورينو          | المملكة المتحدة  | قنصلية          | 2006        | [ 19 ] [ 20 ]        |
| مدينة البندقية  | فرنسا            | القنصلية العامة | 1998        | [ 21 ]               |
| مدينة البندقية  | اليونان          | قنصلية          |             | [ 17 ]               |

## السفارات لدى الكرسي الرسولي

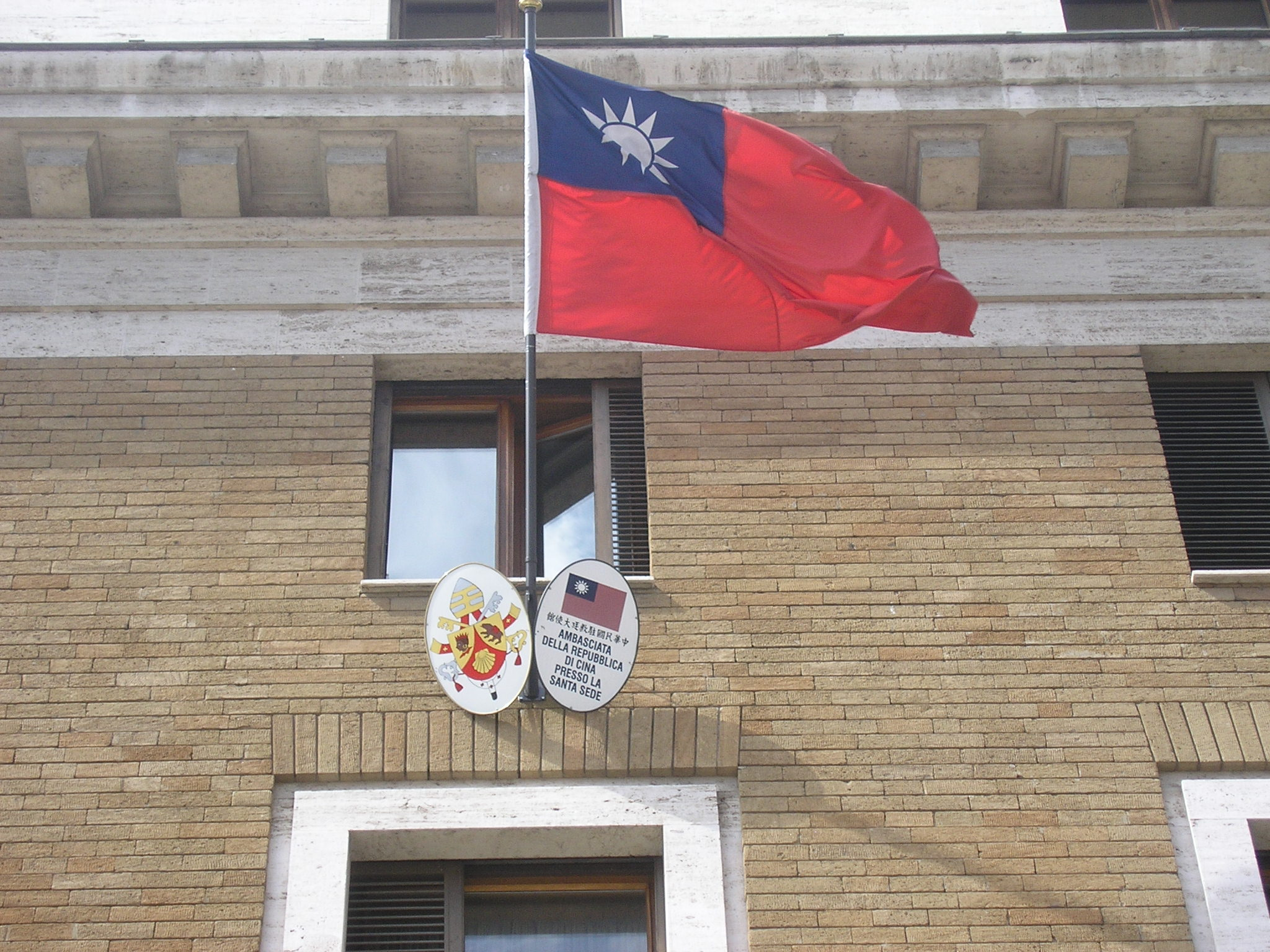
مثل العديد من السفارات في مدينة الفاتيكان، تقع سفارة جمهورية الصين لدى الكرسي الرسولي فعليًا في روما، خارج حدود الفاتيكان وفي بلد لا تتمتع جمهورية الصين باعتراف دبلوماسي رسمي.

لا تمتلك دولة الفاتيكان، التي يحكمها الكرسي الرسولي، أراضٍ كافية لاستضافة البعثات الدبلوماسية. وبالتالي، فإن البعثات الدبلوماسية المعتمدة لدى الكرسي الرسولي تتخذ من روما مقراً لها.

## ملحوظات
| أ. | ^كوسوفو هي موضوع نزاع إقليمي بين جمهورية كوسوفو وجمهورية صربيا. وقد أعلنت جمهورية كوسوفو الاستقلال من جانب واحد في 17 فبراير 2008، ومع ذلك استمرت صربيا في المطالبة كجزء من أراضيها السيادية الخاصة. ثم بدأت الحكومتان في تطبيع العلاقات في عام 2013 كجزء من اتفاقية بروكسل. وقد تم الإعتراف بكوسوفو كدولة مستقلة من قبل 108 عضو من أعضاء الأمم المتحدة من أصل 193 عضو. |